# NGC 4361
NGC 4361 је планетарна маглина у сазвежђу Гавран која се налази на NGC листи објеката дубоког неба.
Деклинација објекта је - 18° 47' 3" а ректасцензија 12h 24m 30,8s. Привидна величина (магнитуда) објекта NGC 4361 износи 10,9 а фотографска магнитуда 10,3. NGC 4361 је још познат и под ознакама ESO 573-PN19, PK 294+43.1, CS=13.2.